# Смирновский, Михаил Николаевич
Михаи́л Никола́евич Смирно́вский (7 августа 1921 — 1989) — советский дипломат. Чрезвычайный и полномочный посол.

## Биография
Член ВКП(б) с 1947 года. В 1944 году окончил Московский авиационный институт.
- В 1948—1949 годах — сотрудник центрального аппарата МИД СССР.
- В 1949—1952 годах — сотрудник представительства СССР в Дальневосточной комиссии.
- В 1952—1955 годах — сотрудник посольства СССР в США.
- В 1955—1958 годах — сотрудник центрального аппарата МИД СССР.
- В 1958—1960 годах — советник посольства СССР в США.
- В 1960—1962 годах — советник-посланник посольства СССР в США.
- В 1962—1966 годах — заведующий Отделом США МИД СССР, член Коллегии МИД СССР.
- С 25 января 1966 по 27 апреля 1973 года — чрезвычайный и полномочный посол СССР в Великобритании. 25 февраля 1971 года участвовал в открытии в Лондоне выставки «Искусство в революции: советское искусство и дизайн с 1917 года»[1].
- С 30 октября 1967 по 12 мая 1973 годах — чрезвычайный и полномочный посол СССР на Мальте по совместительству.
- В 1973—1978 годах — начальник Управления по планированию внешнеполитических мероприятий МИД СССР.
- С 1978 года — сотрудник аппарата ЦК КПСС.

Член Центральной ревизионной комиссии КПСС (1966—1976).
Похоронен на Троекуровском кладбище.